# Astralium confragosum
Astralium confragosum là một loài ốc biển thuộc họ Turbinidae. 

## Mô tả
Loài này có kích thước vỏ thay đổi từ 15 mm đến 36 mm.

## Phân bổ
Loài ốc biển này xuất hiện ngoài khơi Hawaii, Polynésie thuộc Pháp và Quần đảo Mariana.